# Kullagöl, Östergötland
Kullagöl är en sjö i Kinda kommun i Östergötland och ingår i Motala ströms huvudavrinningsområde.